# Martha Marcy May Marlene
Martha Marcy May Marlene – amerykański niezależny dramat psychologiczny z 2011 roku w reżyserii Seana Durkina.
Fabuła filmu koncentruje się na historii młodej kobiety cierpiącej na urojenia i paranoję, wraz z jej powrotem do rodziny w górach Catskill.

## Premiera
Światowa premiera filmu miała miejsce 21 stycznia 2011 podczas 27. Sundance Film Festival, gdzie obraz prezentowany był w konkursie głównym. Następnie film zaprezentowany został w sekcji Un Certain Regard na 64. MFF w Cannes oraz w sekcji Special Presentations w ramach 36. MFF w Toronto.
Polska premiera filmu miała miejsce 8 października 2011 podczas 27. Warszawskiego Międzynarodowego Festiwalu Filmowego, gdzie film zaprezentowano w sekcji Pokazy specjalne. 20 stycznia 2012 firma Imperial CinePix wprowadziła film do dystrybucji kinowej na terenie Polski.

## Obsada
- Elizabeth Olsen jako Martha
- John Hawkes jako Patrick
- Sarah Paulson jako Lucy
- Hugh Dancy jako Ted
- Brady Corbet jako Watts
- Christopher Abbott jako Max
- Maria Dizzia jako Katie

## Nagrody i nominacje
27. Sundance Film Festival
- nagroda: reżyseria dramatu − Sean Durkin
- nominacja: Wielka Nagroda Jury (dramat) − Sean Durkin

26. ceremonia wręczenia Independent Spirit Awards
- nominacja: najlepsza główna rola żeńska − Elizabeth Olsen
- nominacja: najlepsza drugoplanowa rola męska − John Hawkes
- nominacja: najlepszy debiut − Sean Durkin / Antonio Campos, Patrick Cunningham, Chris Maybach i Josh Mond
- nominacja: nagroda producentów − Josh Bond

16. ceremonia wręczenia Satelitów
- nominacja: najlepsza aktorka w filmie fabularnym − Elizabeth Olsen